# Nernstlampe

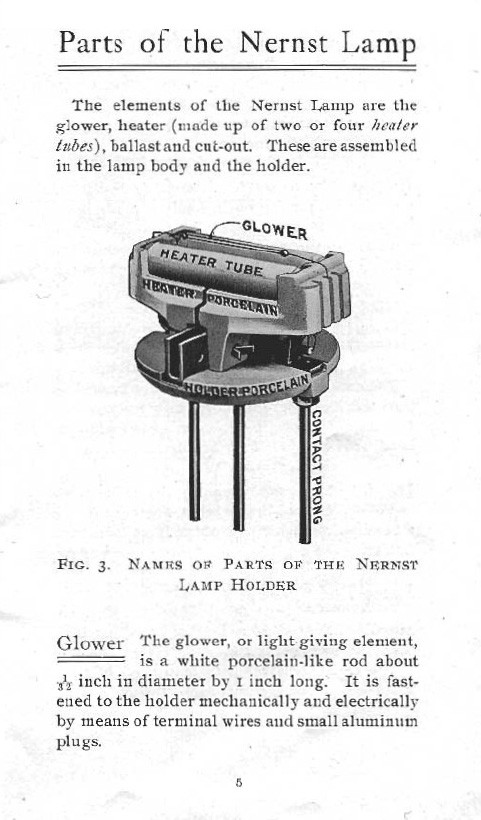
Glühkörper (inkl. Heizung) einer Nernstlampe von 1903
(Westinghouse Nernst Lamp Company)

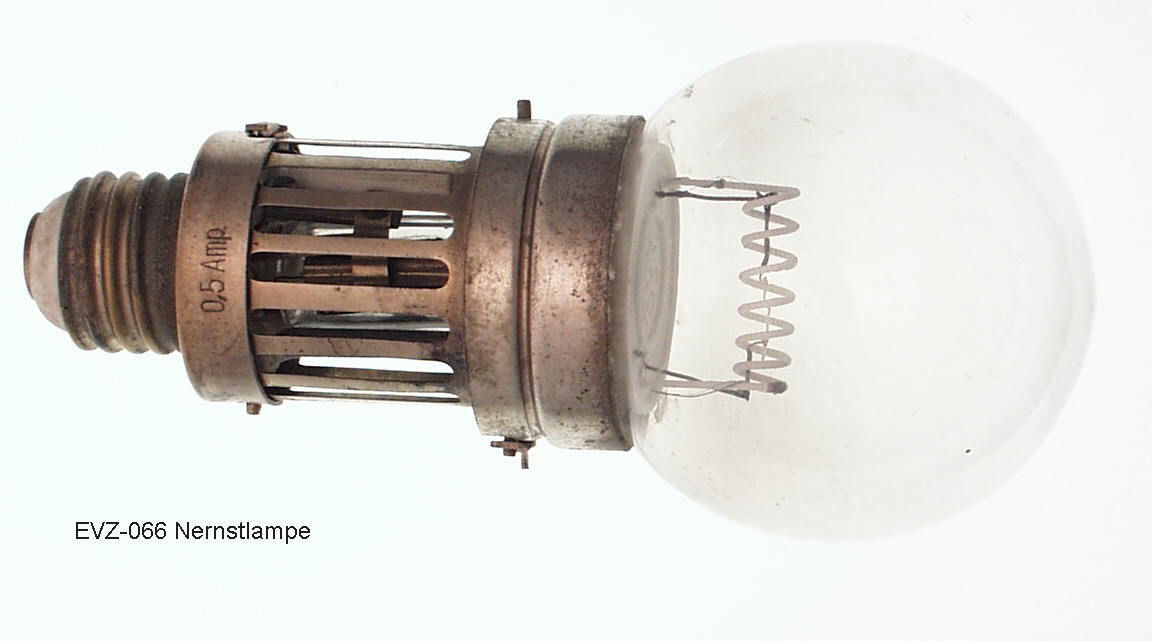
Nernstlampe 95 Volt, 0,5 A
(im Bestand des Technoseum)

Die Nernstlampe (auch Nernst-Lampe) ist eine von dem Physikochemiker Walther Nernst in Göttingen im Jahre 1897 zum Patent angemeldete Glühlampe. Diese Glühlampe ist effizienter als die damals gebräuchliche Kohlenfadenlampe und lieferte zudem ein natürlicheres, dem Tageslicht ähnlicheres Licht. Für den Glühkörper (Nernststift) wurden Magnesiumoxid sowie Mischungen von Zirkoniumdioxid und Yttriumoxid verwendet.

## Aufbau und Funktionsweise
Im Gegensatz zur Kohlenfadenlampe benötigte die Nernstlampe kein Vakuum (oder Schutzgas wie bei der späteren Metallfadenlampe), sondern konnte (bzw. musste sogar) in Luft betrieben werden.
Die elektrische Leitfähigkeit beruht nicht auf Elektronen wie bei Metallen, sondern auf Ionenleitung von zweifach negativ geladenen Sauerstoff-Ionen. Allerdings setzt diese Leitfähigkeit erst bei hohen Temperaturen ein, sodass der Glühkörper der Nernstlampe zunächst vorgeheizt werden musste: bei einfachen Ausführungen mit einem Streichholz oder einem Spiritusbrenner, bei komfortableren Modellen mit einem elektrischen Heizkörper (Heizspirale aus Platin). Es dauerte etwa eine halbe Minute, bis der Glühkörper genügend leitfähig war, um durch den Stromfluss von selbst auf hoher Temperatur gehalten zu werden. Die Betriebstemperatur der Lampe beträgt etwa 1600 °C. Die Lebensdauer des Glühstabes wurde mit etwa 700 Stunden, die des Heizdrahtes mit ca. 2000 Stunden angegeben.

## Geschichte
Nernst verkaufte sein Patent an die AEG (Emil Rathenau).
Die Nernstlampe wurde von der AEG in Berlin und von Westinghouse (Nernst Lamp Company) in Pittsburgh hergestellt. Sie wurde mit großem Erfolg auf der Weltausstellung in Paris im Jahre 1900 präsentiert. Die Stückzahl an produzierten Nernstlampen wurde zu dieser Zeit mit etwa vier Millionen angegeben. Allerdings kam es im Jahr 1902 zu einem vor dem Reichsgericht ausgetragenen Patentstreit um das erste Patent der Nernst-Lampe. Ein nicht genannter Kläger hatte gegen die AEG geklagt und die Nichtigkeit des Patentes angestrebt. Das Gericht wies die Klage jedoch ab.
Ab etwa 1910 wurden Nernstlampen durch Metallfadenlampen nach dem Prinzip heutiger Glühlampen abgelöst. Sie hatten aber zunächst noch Vorteile beim Betrieb mit hohen Spannungen (220 V), da zuerst noch keine hinreichend dünnen Metalldrähte (z. B. aus Wolfram) hergestellt werden konnten.
Für spezielle Anwendungen, insbesondere als Strahlungsquelle in der Infrarotspektroskopie, wurden Nernststifte noch bis in die 1990er Jahre standardmäßig eingesetzt. Sie besitzen wegen ihrer hohen Betriebstemperatur von 1900 K im mittleren IR-Bereich eine sehr günstige spektrale Energieverteilung.